# Langlang
Langlang is een bestuurslaag in het regentschap Malang van de provincie Oost-Java, Indonesië. Langlang telt 5704 inwoners (volkstelling 2010).